# Кудеярово
Кудеярово — село в Лукояновском районе Нижегородской области России. Административный центр Кудеяровского сельсовета.

## География
Село находится в юго-восточной части Нижегородской области, в зоне хвойно-широколиственных лесов, при автодороге 22К-0071, к югу от города Лукоянов, административного центра района. Абсолютная высота — 180 м над уровнем моря.
Климат
Климат характеризуется как умеренно континентальный, с тёплым летом и холодной многоснежной зимой. Среднегодовая температура — 3,6 °C. Средняя температура воздуха самого тёплого месяца (июля) — 19,2 °C (абсолютный максимум — 39 °C); самого холодного (января) — −12,1 °C (абсолютный минимум — −44 °C). Безморозный период длится в среднем 210 дней. Среднегодовое количество атмосферных осадков составляет около 544 мм, из которых 372 мм выпадает в период с апреля по октябрь.
Часовой пояс
Село Кудеярово, как и вся Нижегородская область, находится в часовой зоне МСК (московское время). Смещение применяемого времени относительно UTC составляет +3:00.

## Население
| 2002 | 2010  |
| ---- | ----- |
| 2144 | ↘2054 |

Национальный состав
Согласно результатам переписи 2002 года, в национальной структуре населения русские составляли 97 % из 2144 чел.

## Улицы
| - ул. 1 Мая, - ул. Большевитская, - ул. Гагарина, - ул. Деманова, - ул. Державина, - ул. Карла Маркса, | - ул. Кирова, - пер. Комарова, - ул. Комсомольская, - ул. Кустарь, - ул. Ленина, - ул. Молодёжная, | - пер. Молодёжный, - ул. Новое Начинание, - ул. Октябрьская, - ул. Пролетарская, - ул. Советская, - ул. Совхозная. |

## Известные уроженцы
- Деманов, Георгий Георгиевич (1915—1944) — советский военнослужащий, лейтенант, Герой Советского Союза.
- Деревянкин, Иван Григорьевич (1905—1968) — советский военный деятель, генерал-лейтенант.